# کایانگل
کایانگل (به لاتین: Kayangel) یک منطقهٔ مسکونی در پالائو است که در پالائو واقع شده‌است. کایانگل ۱٫۴ کیلومتر مربع مساحت و ۵۴ نفر جمعیت دارد.